# Rio Perdida
Rio Perdida är ett vattendrag i Brasilien.   Det ligger i delstaten Tocantins, i den centrala delen av landet, 700 km norr om huvudstaden Brasília.
Omgivningarna runt Rio Perdida är huvudsakligen savann. Trakten runt Rio Perdida är nära nog obefolkad, med mindre än två invånare per kvadratkilometer.